# Juho Hänninen
Juho Ville Matias Hänninen (Punkaharju, 25 juli 1981) is een Fins rallyrijder. Hij kwam uit in het wereldkampioenschap rally voor de fabrieksteams van Hyundai en Toyota. Voor het laatstgenoemde merk is hij nog steeds actief als testrijder. Naast professioneel autocoureur is hij ook agrariër en runt in zijn geboorteland een boerderij.
Hänninen was eerder fabrieksrijder bij Škoda actief in de Škoda Fabia Super 2000, met wie hij in 2010 kampioen werd in de Intercontinental Rally Challenge, in 2011 naar de titel greep in het Super 2000 World Rally Championship in het WK rally en in 2012 eveneens het kampioenschap op zijn naam schreef in het Europees kampioenschap rally.

## Carrière

#### Vroege carrière
Juho Hänninen debuteerde in 1999 in de rallysport. Met Groep N-materiaal profileerde hij zich in het Fins rallykampioenschap, en schreef in 2004 achter het stuur van een Honda Civic Type-R de titel op zijn naam in zijn respectievelijke categorie (kleine Groep N auto's). Het jaar daarop eindigde hij met een Mitsubishi Lancer Evolution tweede in het Fins kampioenschap voor grote Groep N auto's.
Hänninen maakte in het seizoen 2006 in Zweden zijn eerste opwachting in het wereldkampioenschap rally, en eindigde daarin als vijftiende algemeen en winnaar in de Groep N klasse. Hänninen bleef zich dat jaar in het WK profileren in deze klasse en dwong in Nieuw-Zeeland zelfs een top tien resultaat, eindigend als negende, af. In het seizoen 2007 reed hij een volledig kampioenschap in het Production World Rally Championship (PWRC). Hij won in eerste instantie in Zweden, maar werd later gediskwalificeerd wegens een technische overtreding. Hij behaalde vervolgens nog twee podium resultaten in zijn klasse, en eindigde in het kampioenschap uiteindelijk als vijfde. Ook kwam hij in drie WK-rally's uit in de World Rally Car versie, de Mitsubishi Lancer WRC. Tijdens de WK-ronde van Sardinië greep hij naar zijn eerste kampioenschapspunt door als achtste te eindigen. In het seizoen 2008 kwam Hänninen wederom uit in het PWRC en wist ook weer in zijn klasse te winnen in Zweden, waar hij tevens achtste algemeen eindigde en daarmee zijn tweede WK-punt op naam schreef. Later won hij ook in Finland en zou hij dit keer als runner-up eindigen in het kampioenschap. Datzelfde jaar kwam hij ook een paar keer uit in de Intercontinental Rally Challenge, en won daarin de Rally van Rusland achter het stuur van een Peugeot 207 S2000; dit betekende zijn eerste internationale overwinning.

#### Intercontinental Rally Challenge: 2009-2012

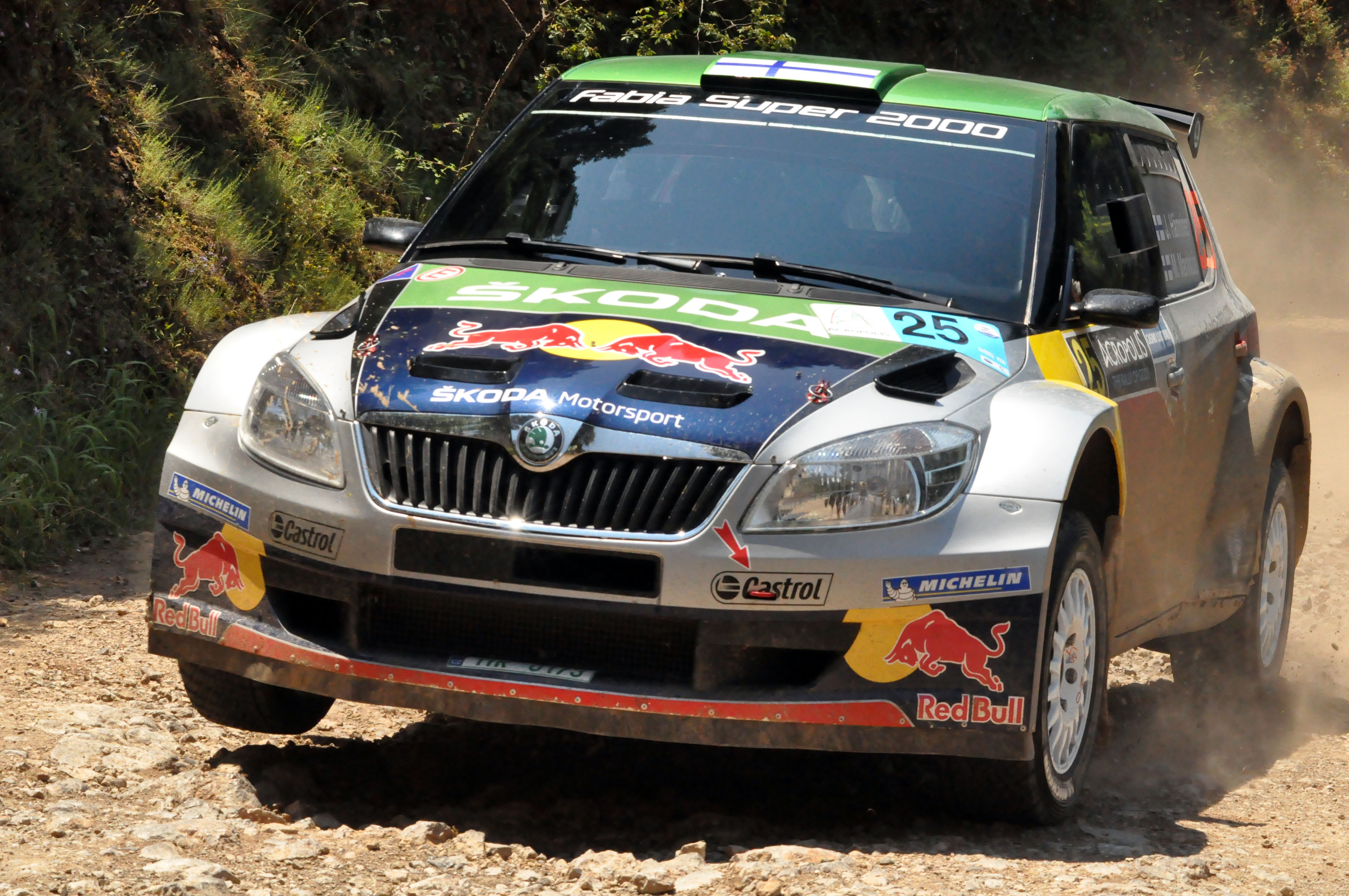
Hänninen werd in 2011 met de Škoda Fabia S2000 kampioen in het SWRC

In 2009 werd Hänninen onderdeel van het fabrieksteam van Škoda, die dat jaar hun opwachting maakten met de nieuwe Škoda Fabia S2000 in de Intercontinental Rally Challenge. Zijn seizoen liep nog wat wisselvallig, met als hoogtepunt zijn tweede opeenvolgende overwinning in Rusland, om uiteindelijk als zesde te eindigen in het kampioenschap. Hänninen bleef deze rol aanhouden in 2010, waar hij met Škoda in het IRC nu een groter programma afwerkte. Hij was dit keer consistent in het pakken van punten en schreef ook drie overwinningen op zijn naam, die hem aan het eind hielpen met het behalen van de titel. In 2011 reed hij geen volledig programma in het IRC, maar won hij tot nog toe wel drie keer en bleef hierdoor content om zijn titel succesvol te verdedigen. Uiteindelijk eindigde hij in het kampioenschap als derde. Hänninen bleef in de tussentijd met regelmaat actief in het WK Rally. Met de Fabia S2000 eindigde hij tijdens de Rally van Finland in 2009 en 2010 respectievelijk tiende en negende (en daarmee twee WK-punten). In het seizoen 2011 ging hij deelnemen aan het Super 2000 World Rally Championship. Hänninen behaalde een aantal top tien resultaten in rally's en vocht gedurende het seizoen de titelstrijd uit met Ford-rijder Ott Tänak. Met een klasse-overwinning tijdens de slotronde in Catalonië werd hij gekroond tot SWRC-kampioen.
Hänninen reed in 2012 met Škoda een aantal rally's in het IRC en het Europees kampioenschap. Hij greep op dominante wijze naar de EK-titel toe, wat alweer zijn derde opeenvolgende titel bij Škoda betekende. In het IRC-seizoen reed hij te weinig rally's om echt mee te dingen naar het kampioenschap, maar uit zijn vijf deelnames won Hänninen er drie, waaronder in Ieper, om uiteindelijk als derde te eindigen in de titelstrijd. WK deelnames ontbraken er dit jaar, maar Hänninen speelde nog wel een rol in het testprogramma met de Volkswagen Polo R WRC van het officiële fabrieksteam van Volkswagen, die met deze auto in het seizoen 2013 debuteerden.

#### Wereldkampioenschap rally: 2013-heden

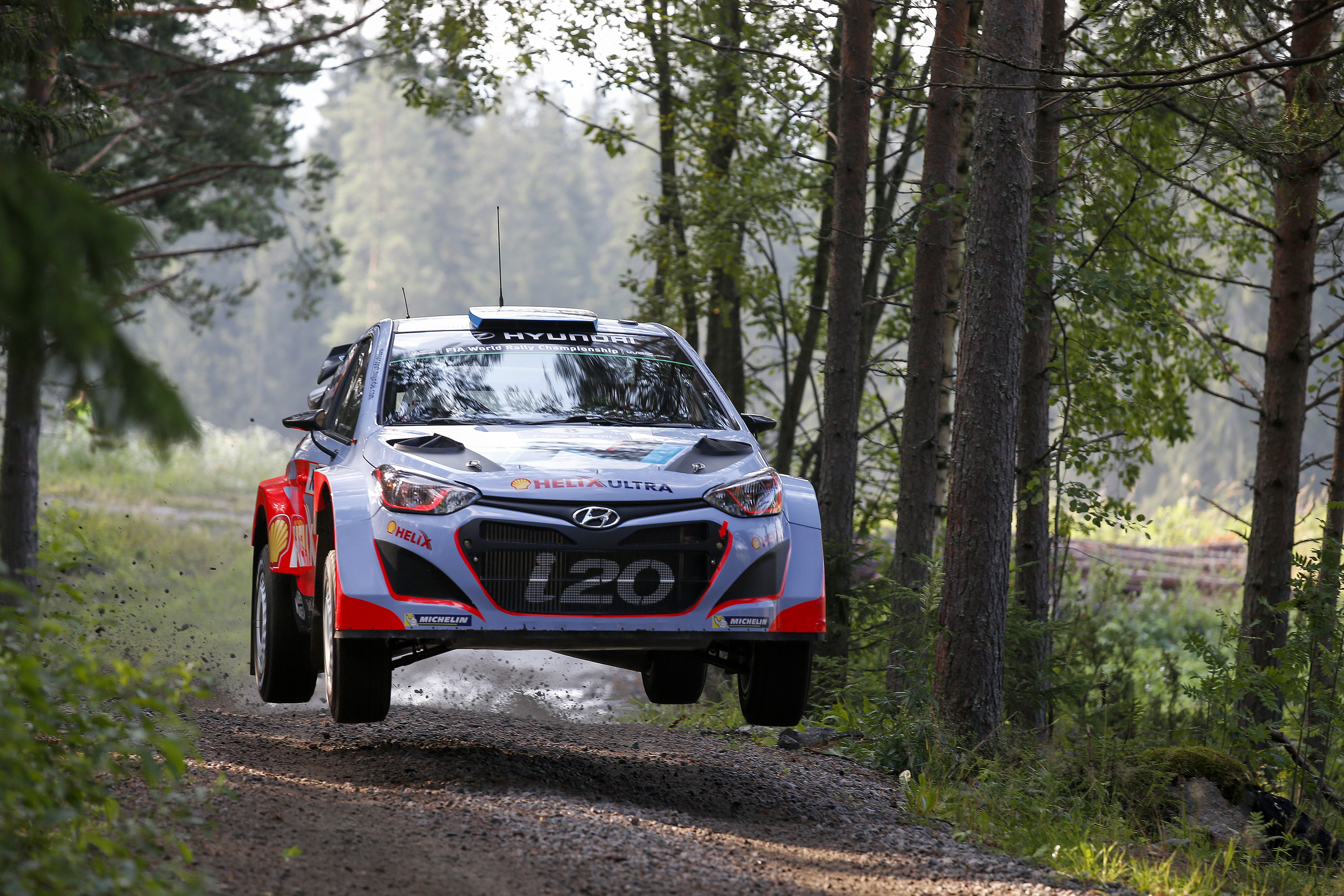
Hänninen actief voor Hyundai in Finland in 2014

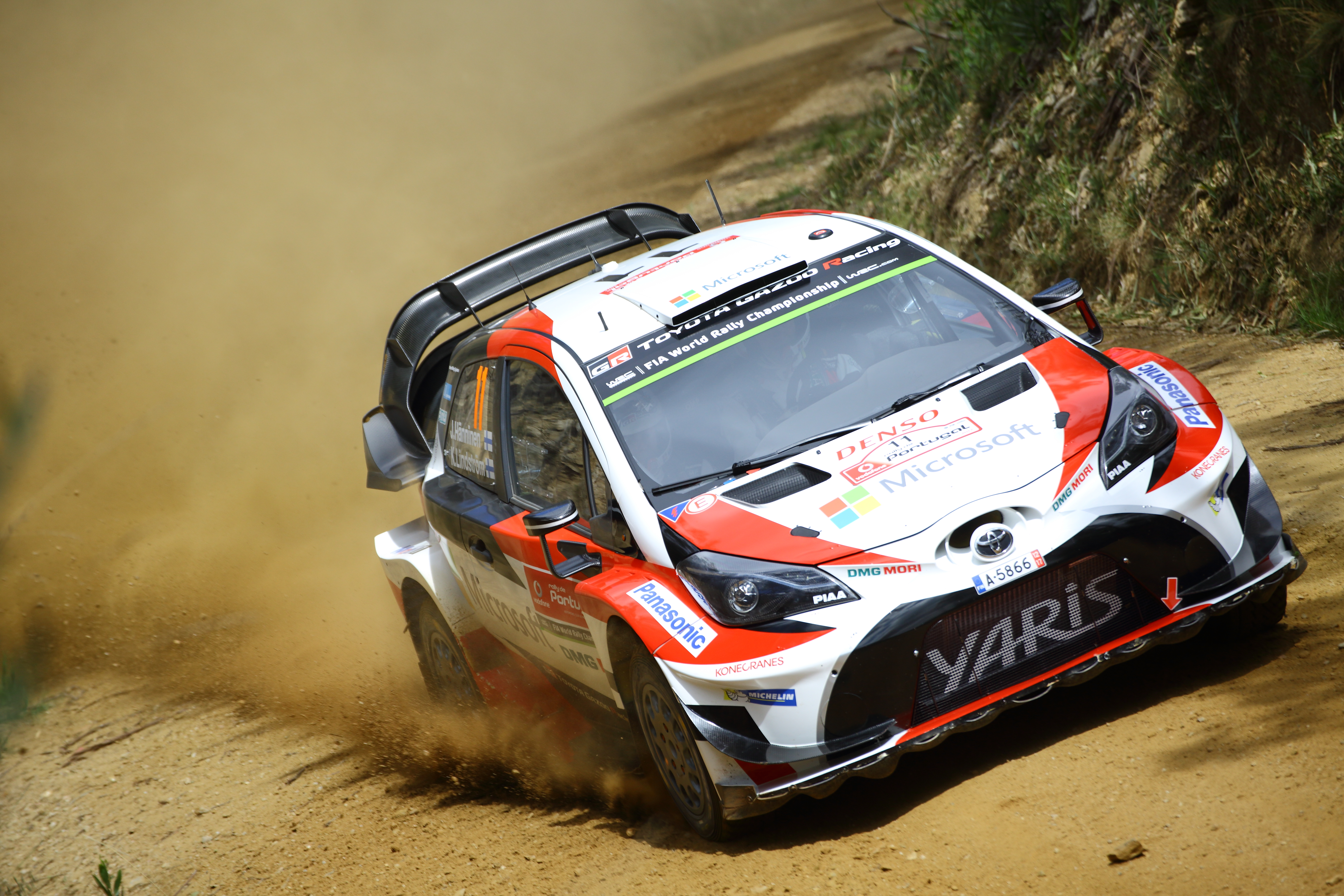
Hänninen keerde in 2017 met Toyota volledig terug in het WK rally

Voor 2013 ontbond Hänninen zijn contract met Škoda en keerde terug in het WK met een Ford Fiesta RS WRC, ingeschreven door het Qatar M-Sport Ford team. Hij nam deel in Monte Carlo en Zweden, waar hij in het laatstgenoemde evenement zijn beste finish kende als zesde. Hänninen werd datzelfde jaar ook testrijder bij het nieuwe Hyundai project met de Hyundai i20 WRC, waarmee hij in 2014 deelnam aan het WK met een geselecteerd programma. Een zesde plaats in Polen en Finland werden zijn beste klasseringen. Hänninen werd niet opgenomen in de plannen van Hyundai in 2015. Een enkel optreden met een privé-ingeschreven Fiesta RS WRC in Finland bracht opnieuw een zesde plaats als resultaat. Hierna werd Hänninen testrijder bij Toyota, de Japanse constructeur die met oud-wereldkampioen Tommi Mäkinen als teambaas een terugkeer hadden aangekondigd in het kampioenschap onder de gereviseerde reglementen in 2017, met dit keer de Toyota Yaris WRC als rallywapen. Uiteindelijk werd Hänninen in 2016 benoemd tot een van de rijders voor een volledig programma in 2017.
Ondanks dat hij blij vlagen zijn snelheid liet zien, kende Hänninen qua resultaten een magere eerste seizoenshelft. Een lichte ommekeer maakte hij vervolgens tijdens zijn thuisrally in Finland, waar hij met een derde plaats zijn eerste podium resultaat in het WK behaalde. Tijdens de daaropvolgende asfaltrondes in Duitsland en Spanje reed Hänninen in beide rally's als best geklasseerde Toyota naar een vierde plaats toe. Daarna sloot hij zijn seizoen echter af met een ongeluk in Groot-Brittannië en verscheen vervolgens niet aan de start tijdens de slotronde in Australië. Met de komst van Ott Tänak bij het team in 2018, verloor Hänninen zijn competitief zitje, maar bleef aan als hoofd-testrijder binnen het team.

## Complete resultaten in het wereldkampioenschap rally
| Seizoen | Inschrijving            | Auto                     | 1       | 2       | 3      | 4       | 5     | 6       | 7      | 8       | 9       | 10      | 11     | 12      | 13     | 14     | 15      | 16     | Pos. | Punten |
| ------- | ----------------------- | ------------------------ | ------- | ------- | ------ | ------- | ----- | ------- | ------ | ------- | ------- | ------- | ------ | ------- | ------ | ------ | ------- | ------ | ---- | ------ |
| 2006    | Juho Hänninen           | Mitsubishi Lancer Evo IX | MON     | ZWE 15  | MEX    | SPA     | FRA   | ARG     | ITA 14 | GRI     | DUI     |         |        |         |        |        | NZL 9   |        | –    | 0      |
| 2006    | Juho Hänninen           | Mitsubishi Lancer WRC 05 |         |         |        |         |       |         |        |         |         | FIN DNF | JPN    | CYP     | TUR    | AUS    |         |        | –    | 0      |
| 2006    | Juho Hänninen           | Citroën C2 S1600         |         |         |        |         |       |         |        |         |         |         |        |         |        |        |         | GBR 19 | –    | 0      |
| 2007    | RRE Sports              | Mitsubishi Lancer Evo IX | MON     | ZWE DSQ |        |         |       | ARG 11  |        | GRI DNF |         |         | NZL 19 |         |        | JPN 23 | IER     | GBR 14 | 21   | 1      |
| 2007    | Juho Hänninen           | Mitsubishi Lancer Evo IX |         |         |        |         |       |         |        |         |         |         |        | SPA DSQ | FRA    |        |         |        | 21   | 1      |
| 2007    | Juho Hänninen           | Mitsubishi Lancer WRC 05 |         |         | NOO 17 | MEX     | POR   |         | ITA 8  |         | FIN DNF | DUI     |        |         |        |        |         |        | 21   | 1      |
| 2008    | Ralliart New Zealand    | Mitsubishi Lancer Evo IX | MON     | ZWE 8   | MEX    | ARG     | JOR   | ITA 20  | GRI    | TUR     | FIN 13  | DUI     | NZL 14 |         |        | JPN 10 | GBR DNF |        | 19   | 1      |
| 2008    | Juho Hänninen           | Mitsubishi Lancer Evo IX |         |         |        |         |       |         |        |         |         |         |        | SPA 29  | FRA 24 |        |         |        | 19   | 1      |
| 2009    | Juho Hänninen           | Škoda Fabia S2000        | IER     | NOO     | CYP    | POR     | ARG   | ITA     | GRI    | POL     | FIN 10  | AUS     | SPA    | GBR     |        |        |         |        | –    | 0      |
| 2010    | Juho Hänninen           | Škoda Fabia S2000        | ZWE     | MEX     | JOR    | TUR     | NZL   | POR DNF | BUL    | FIN 9   | DUI     | JPN     | FRA    | SPA     | GBR    |        |         |        | 20   | 2      |
| 2011    | Red Bull Škoda          | Škoda Fabia S2000        | ZWE     | MEX 8   | POR    | JOR     | ITA 8 | ARG     | GRI 8  | FIN 10  | DUI 20  | AUS     | FRA 26 | SPA 10  | GBR    |        |         |        | 16   | 14     |
| 2013    | Qatar World Rally Team  | Ford Fiesta RS WRC       | MON DNF | ZWE 6   | MEX    | POR DNS | ARG   | GRI     | ITA    |         |         |         |        |         |        |        |         |        | 15   | 8      |
| 2013    | Juho Hänninen           | Ford Fiesta RS WRC       |         |         |        |         |       |         |        | FIN 32  | DUI     | AUS     | FRA    | SPA     | GBR    |        |         |        | 15   | 8      |
| 2014    | Hyundai Motorsport      | Hyundai i20 WRC          | MON     | ZWE 19  | MEX    | POR 8   | ARG   | ITA DNF | POL 6  | FIN 6   | DUI     | AUS     | FRA    | SPA     | GBR 30 |        |         |        | 12   | 20     |
| 2015    | Juho Hänninen           | Ford Fiesta RS WRC       | MON     | ZWE     | MEX    | ARG     | POR   | ITA     | POL    | FIN 6   | DUI     | AUS     | FRA    | SPA     | GBR    |        |         |        | 14   | 8      |
| 2017    | Toyota Gazoo Racing WRT | Toyota Yaris WRC         | MON 16  | ZWE 23  | MEX 7  | FRA DNF | ARG 7 | POR 7   | ITA 6  | POL 10  | FIN 3   | DUI 4   | SPA 4  | GBR DNF | AUS    |        |         |        | 9    | 71     |
| 2019*   | Tommi Mäkinen Racing    | Toyota Yaris WRC         | MON     | ZWE     | MEX    | FRA     | ARG   | CHL     | POR    | ITA DNF | FIN     | DUI     | TUR    | GBR     | SPA    | AUS    |         |        | –    | 0      |

* Seizoen loopt nog.